# برج ديلا غيرلاندينا
برج ديلا غيرلاندينا (بالإيطالية: Torre della Ghirlandina)‏ أو ببساطة غيرلاندينا هو برج جرسي يقعُ في كاتدرائية مودينا، في إميليا رومانيا بدولة إيطاليا. يبلغُ طول البرج 12 مترًا تقريبًا، ويُعتَبرُ رمزًا تقليديًا لمدينة مودينا حيث يمكن رؤيته من جميعِ الاتجاهات خارج المدينة. أُنشئَ الهيكل عام 1179 على خمسة طوابق، وكان يُطلق عليه في البداية اسم برج سان جيمينيانو (بالإيطالية: Torre di San Geminiano)‏، وقد كان الهدف منه المنافسَة مع أبراج بولونيا، أضافت الكومونة الحافة المثمنة المميزة، التي صمَّمها أريجو دا كامبيوني، أحد أساتذة كامبيوني العديدين الذين شاركوا في تجديد الكاتدرائية في القرنين الثالث عشر والخامس عشر. الجزء العلوي من البرج مزين بقطعتين غيرلانديين (درابزين من الرخام)، ومن هنا جاء الاسم.

## الترميم
خضع البرج لعملية ترميم بدأت في ديسمبر 2007. في البداية قيل إنه سيتمُّ الانتهاء منه بحلول عام 2010، لكن أعمال الترميم استمرَّت حتى أيلول/سبتمبر 2011. أثناء العمل، تم إخفاء السقالات خلف شاشة فنية رسمها النحات الإيطالي ميمو بالادينو. تسبب هذا الاختيار في ارتباك في المدينة، نظرًا لارتفاع تكلفة العملية.

## روابط خارجية
- برج غيرلاندينا: مشروع ترميم
- برج غيرلاندينا: التاريخ والترميم

1. 1 2 3  مذكور في: Tourer.it.
2. ↑  مذكور في: Wiki Loves Monuments Italia.